# Elfriede Mayrhofer
Elfriede Mayrhofer (* 18. Februar 1958 in Wien) ist eine österreichische Beamtin. Mit ihrer Wahl zum Bezirkshauptmann des Bezirks Melk im Jahre 1998 bekleidete erstmals in der österreichischen Geschichte eine Frau ein solches Amt. Nachdem sie bis 2011 im Amt geblieben war, war sie von 2011 bis 2021 Bezirkshauptmann des Bezirks Krems-Land.

## Ausbildung und Beruf
Die Tochter eines Richters absolvierte nach dem Besuch eines musisch-pädagogischen Realgymnasiums ein Studium der Rechtswissenschaften an der Universität Salzburg, welches sie mit dem Akademischen Grad Dr. iur. 1984 abschloss. Im Anschluss daran machte sie das Gerichtsjahr am Bezirksgericht Mittersill und am Landesgericht Salzburg. In der Folge trat sie 1985 als Juristin in den niederösterreichischen Landesdienst in die Bezirkshauptmannschaft Amstetten ein.
1993 erfolgte die Ernennung zur Bezirkshauptmann-Stellvertreterin im Bezirk Scheibbs, in dieser Funktion wechselte sie 1995 zum Bezirk Melk. 1998 wurde sie dort als erste Frau Bezirkshauptmann in Niederösterreich. Am 1. Oktober 2011 wechselte sie als Bezirkshauptmann zum Bezirk Krems-Land. Sie folgte Werner Nikisch, der in den Ruhestand ging. Mitte 2021 folgte ihr Günter Stöger als Bezirkshauptmann des Bezirks Krems-Land nach.
Sie war vom 30. Juni 2003 bis 31. Jänner 2005 Mitglied des Österreich-Konvents. Zudem war sie Bezirksstellenleiterin des Roten Kreuzes Melk.
Elfriede Mayrhofer bevorzugte die Anrede Bezirkshauptmann.
Sie ist verwitwet.

## Auszeichnungen
- 2021: Silbernen Komturkreuz des Ehrenzeichens für Verdienste um das Bundesland Niederösterreich